# Yamada-shi
Yamada (山田市; -shi) é uma cidade japonesa localizada na província de Fukuoka.
Em 2003 a cidade tinha uma população estimada em 11 367 habitantes e uma densidade populacional de 515,51 h/km². Tem uma área total de 22,05 km².
Recebeu o estatuto de cidade a 1 de Abril de 1954.